# مترجم

الترجمان المفسر للسان. وفي حديث هرقل قال لترجمانه؛ الترجمان، بالضم والفتح هو الذي يترجم الكلام أي ينقله من لغة إلى لغة أخرى، والجمع التراجم، والتاء والنون زائدتان، وقد ترجمه وترجم عنه.

## التلفظ
قال ابن جني أما ترجمان فقد حكيت فيه ترجمان بضم أوله، ومثاله فعللان كعترفان ودحمسان، وكذلك التاء أيضا فيمن فتحها أصلية، وإن لم يكن في الكلام مثل جعفر لأنه قد يجوز مع الألف والنون من الأمثلة ما لولاهما لم يجز كعنفوان وخنذيان وريهقان، ألا ترى أنه ليس في الكلام فعلو ولا فعلي ولا فيعل.

## وجه التسمية
قيل الترجمة تفعلة من الرجم، ثم وقع الخلاف هل هو من الرجم بالحجارة؛ لأن المتكلم رمى به، أو من الرجم بالغيب؛ لأن المترجم يتوصل لذلك به؟ قولان لا تنافي بينهما. وهل هو عربي أو معرب (درغمان) فتصرفوا فيه.

## الوصف
حسب إحدى النظريات التي تقرن بين علم الترجمة وعلم النفس الإدراكي، يوصف المترجم التحريري بالكيان الإدراكي بدل الوسيط بين المتكلمين بلغتين مختلفتين.